# Comtes de Weimar-Orlamünde

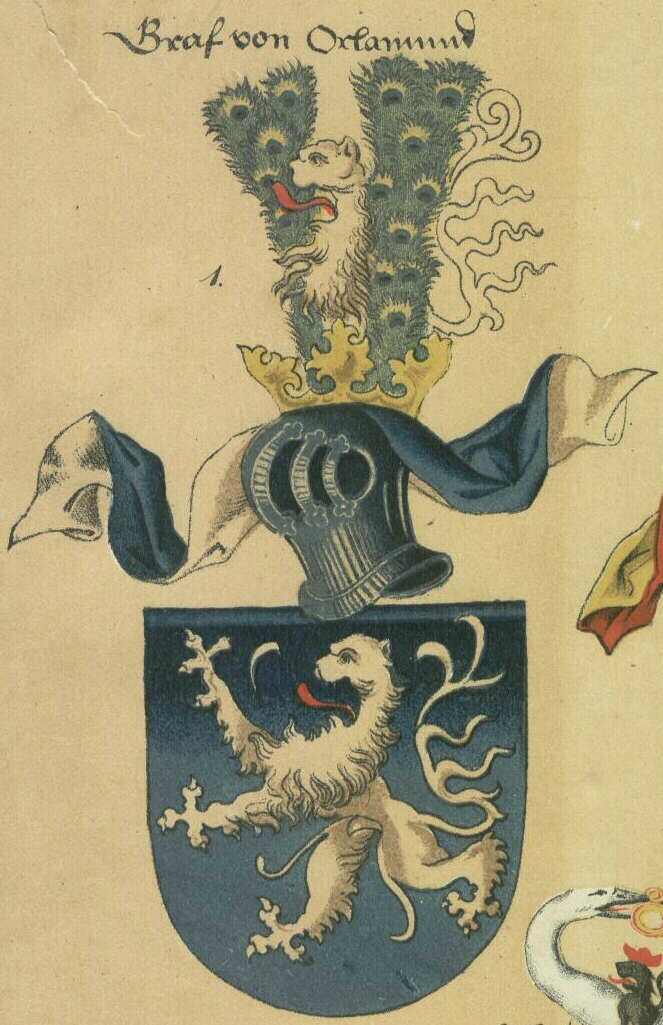
Les armoiries des comtes d'Orlamünde.

Les armoiries des comtes ascaniens d'Orlamünde.

Les comtes d'Orlamünde ou de Weimar-Orlamünde furent, du Xe siècle au XIIe siècle, une importante famille de la haute noblesse en Thuringe. Descendants de Guillaume Ier (mort en 963), ils ont gouverné un comté dont le territoire s'étendait autour de Weimar sur l'Ilm, puis également sur les domaines d'Orlamünde sur la Saale. C'est en 1112 que s'éteindra la lignée des comtes, avec le décès d'Ulrich II, et Siegfried de Ballenstedt, issu de la maison d'Ascanie, devient son héritier.

## Historique
L'origine de la lignée de comtes remonte au comte Guillaume Ier de Weimar, mentionné pour la première fois en 949. Vraisemblablement parent ou allié avec la maison de Babenberg en Franconie, il regna sur plusieurs comtés (Gaue) en Thuringe ; son fils aîné, Guillaume II, participe en 983 à l'insurrection du duc Henri II de Bavière contre le jeune roi Otton III. 
Au tournant du millénaire, les comtes figuraient parmi les grandes familles de Thuringe, rivales notamment du margrave Ekkehard Ier de Misnie et de ses descendants. Le fils cadet de Guillaume II, Poppo Ier de Weimar-Orlamünde, est nommé margrave d'Istrie en 1012 et margrave de Carniole en 1040. En 1046, son neveu le comte Guillaume IV fut nommé margrave de Misnie par l'empereur Henri III ; après la mort du souverain en 1056, il demeure un loyal vassal de la régente Agnès de Poitiers. Les descendants de Poppo Ier,  dominent sur l'Istrie et la Carniole jusqu'à la fin du XIe siècle.
Le frère cadet de Guillaume IV, Othon de Weimar, margrave de Misnie à partir de 1062, se marie avec Adèle de Brabant, fille du comte Lambert II de Louvain. Leur fille, Adélaïde de Weimar-Orlamünde, épouse en premières noces un membre de la maison d'Ascanie, le comte Adalbert II de Ballenstedt. Après l'extinction de la lignée masculine, à la mort du comte Ulrich II de Weimar-Orlamünde en 1112, ils sont à l'origine des comtes suivants jusqu'au Hermann II († 1247) dont les trois fils Hermann III l'Illustre († 1283), Othon III le Magnifique († 1285) et Albert III l'Ancien († 1283)  décident de se partager le patrimoine et séparent Weimar et Orlamünde. Les deux comtés seront acquis en 1344/1347 par le margrave de Misnie issu de la maison de Wettin. Les deux lignées s'éteignent respectivement en 1423 et 1486.

## Liste des comtes de Weimar-Orlamünde

### Maison de Weimar
- 949–963   : Guillaume Ier
- 963–1003  : Guillaume II, dit le Grand

| Misnie - 1003–1039 : Guillaume III, fils de Guillaume II, marié à Oda, fille du margrave Thietmar - 1039–1062 : Guillaume IV, fils, nommé margrave de Misnie en 1046, fiancé à Sophie, fille du roi Béla Ier de Hongrie - 1062–1067 : Othon Ier, frère cadet, margrave de Misnie. | Istrie-Carniole - 1003–1044 : Poppo Ier, frère cadet de Guillaume III, nommé margrave d'Istrie et de Carniole en 1040 - 1067–1070 : Ulrich Ier, fils, margrave d'Istrie et de Carniole, marié à Sophie, fille du roi Béla Ier de Hongrie - 1070–1112 : Ulrich II, fils, nommé margrave d'Istrie et de Carniole en 1098, marié à Adélaïde, fille du landgrave Louis de Thuringe - 1070–1098 : Poppo II, frère cadet, margrave d'Istrie et de Carniole, marié à Richgarde, fille du comte Engelbert Ier de Sponheim. |

### Maison d'Ascanie
- 1112–1113 : Siegfried Ier, fils d'Adélaïde de Weimar-Orlamünde et du comte Adalbert II de Ballenstedt, comte palatin du Rhin
- 1113–1124 : Siegfried II
- 1124–1140 : Guillaume
- 1140–1170 : Albert Ier l'Ours, duc de Saxe et margrave de Brandebourg ;
- 1167–1176 : Hermann Ier
- 1176–1206 : Siegfried III
- 1206-1211 : Othon II († 1211)
  - 1206–1245 : Albert II (corégent titulaire avec son jeune frère Hermann II),
  - 1206–1247 : Hermann II

Séparation entre Weimar et Orlamünde en 1248.
| Orlamünde - 1248–1283 : Hermann III dit l'Illustre, fils d'Herman II - 1283-1312 : Hermann IV, son fils ; - 1283-1344 : Henri II dit l'Ancien, son frère, vend le comté en 1344, meurt en 1354. | Weimar - 1248-1283 : Albert III dit l'Ancien; fils d'Hermann II ; - 1248–1285 : Othon III dit le Magnifique, fils d'Hermann II ; - 1285-1319 : Hermann V, fils d'Othon III ; - 1285–1318 : Othon IV dit le Riche, fils d'Othon III ; - 1318-1340 : Othon V, fils d'Othon IV ; - 1319–1347 : Frédéric Ier dit l'Ancien, fils de Hermann V, meurt en 1365 ; - 1319–1334 : Hermann VI, fils de Herman V, meurt en 1372 ; - 1319-1334 : Othon VI, fils de Hermann V ; - 1334-1347 : Frédéric II, fils d'Othon VI, meurt en 1363. |

Annexion par le margrave de Misnie de la maison de Wettin.